# アルバイト北海道
アルバイト北海道（アルバイトほっかいどう）は、北海道アルバイト情報社が発行する求人情報誌と求人Webサイト。通称はアルキタ。
札幌市・近郊のアルバイト・バイト・パートや正社員・契約社員の求人情報を掲載。
毎週月曜日と木曜日に発行・情報更新されている。

## 求人情報誌
札幌都市及び近郊のスーパー、コンビニエンスストア等で配布されているフリーペーパー。
1971年に求人情報誌「北海道アルバイト情報」として創刊、1978年に現在の「アルバイト北海道」に名称が変更された。
月曜版は黄色の表紙で地区別に編集され、木曜版は緑の表紙で職種別に編集されている。

## 求人Webサイト
毎週月曜・木曜早朝6時に更新。

## テレビCM
- 忌野清志郎（1989年）
- たま（1990年）
- 飯野智行（鈴井貴之プロデュース「バイトバンドバイト」2006年）
- 大下宗吾（鈴井貴之プロデュース「バイトバンドバイト」2006年）
- 宮崎奈緒美（鈴井貴之プロデュース「バイトバンドバイト」2006年）
- 北川久仁子（鈴井貴之プロデュース「バイトバンドバイト」2006年）
- 小橋亜樹（鈴井貴之プロデュース「バイトバンドバイト」2006年）
- 月光グリーン（鈴井貴之プロデュース「バイトバンドバイト」2006年）
- 高橋優（アルバイト北海道、2015年）CMソングとして「今を駆け抜けて」を書き下ろしている。
- LAUSBUB（アルバイト北海道、2022年）